# Смертный грех

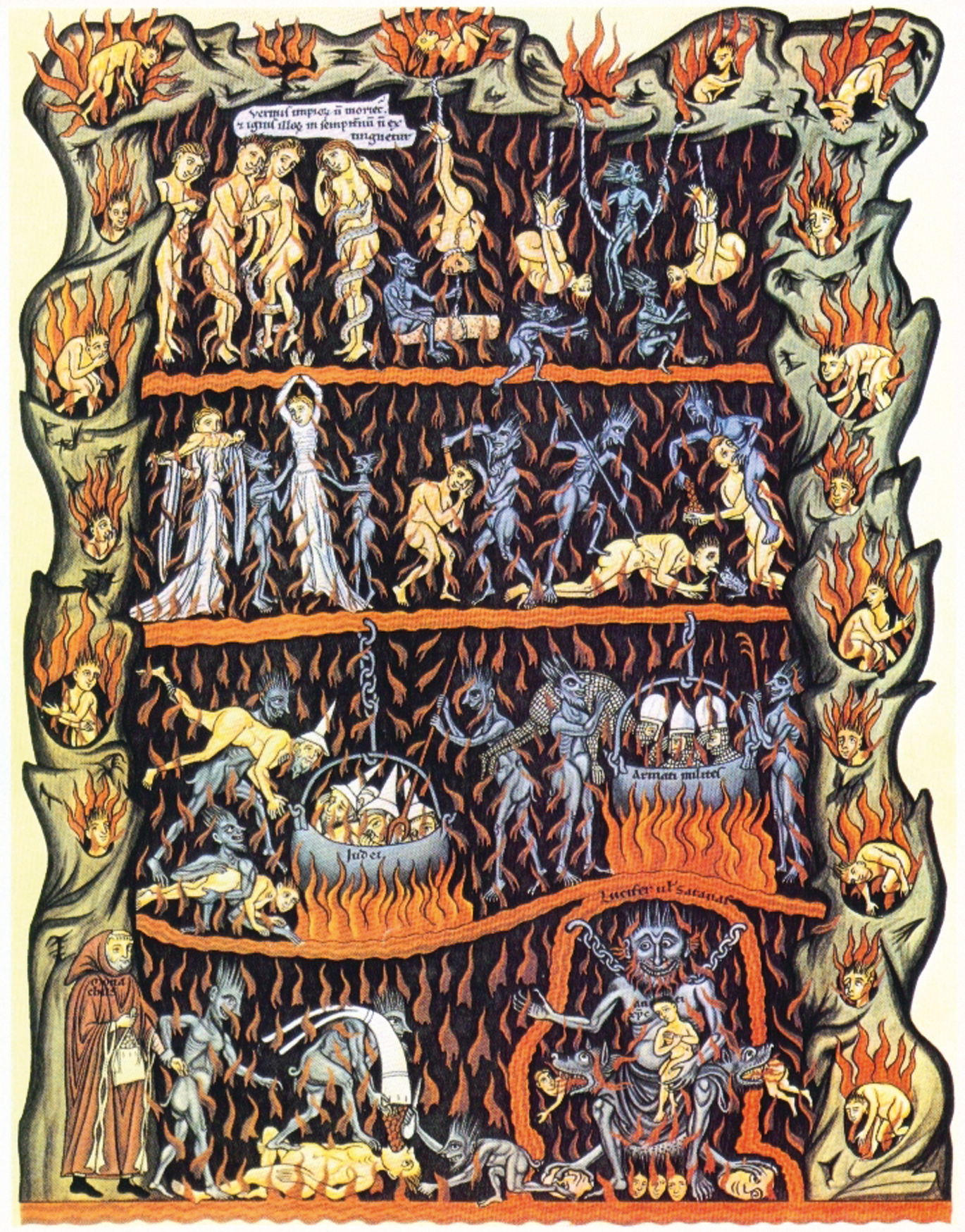
Средневековая иллюстрация наказания грешников в аду в рукописи Геррады Ландсбергской Hortus deliciarum (около 1180 года)

Сме́ртный грех в христианстве — тяжёлый грех, влекущий за собою потерю спасения души в случае отсутствия покаяния. Этот термин широко используется в католической теологии, где развито вероучение, различающее тяжёлые и обыденные грехи. Похожим образом термин используется также в некоторых некатолических церквях, включая православие. Но там отсутствует такое определение смертного греха, которое содержится в конкретной католической доктрине. В православии принята система из восьми смертных грехов, в католичестве — из семи.

## В авраамических религиях

### Христианство

#### Католицизм
Официальное учение Католической церкви в отношении смертного греха (и его отличий от грехов обыденных) закреплено догматически, то есть является обязательным элементом веры для католиков. Оно провозглашено Тридентским собором (1545-1563). В современную эпоху оно повторяется в Апостольском обращении папы Иоанна Павла II «Примирение и покаяние» (лат. Reconciliatio et Paenitentia, 1984), где определение смертного греха вслед за определением Тридентского собора формулируется следующим образом: «смертный грех — это тот, который касается серьёзной материи [существенных вопросов] и который, помимо этого, был совершен с полным сознанием и с полным согласием».
Такое определение смертного греха содержится в современном Катехизисе Католической церкви с объяснением, что «серьёзность материи» определена Десятью заповедями согласно ответу Иисуса Христа богатому юноше в Евангелии (Мк. 10:17—19), где на вопрос, что делать для того, чтобы иметь жизнь вечную, Иисус ответил перечислением основных заповедей Моисея: «не прелюбодействуй, не убивай, не кради, не лжесвидетельствуй, не обижай, почитай отца твоего и мать».
Проблема смертного греха затрагивается также в энциклике Иоанна Павла II «Сияние Истины» (Veritatis splendor), посвящённой вопросам морального учения Католической церкви. Тридентский собор запретил католикам принимать причастие в таинстве Евхаристии, если они осознают, что совершили смертный грех, не получив прежде отпущение греха в таинстве покаяния. Это требование сохраняется в современной практике католической церкви.

#### Православие
В православной традиции смертным считается непростительный грех, который искажает замысел Божий о человеке. В Новом Завете Иисус Христос указывал смертным (непростительным) грехом «хулу на Духа Святого»: «Сегѡ̀ ра́ди глаго́лю ва́мъ, всѧ́къ грѣ́хъ и҆ хꙋла̀ ѿпꙋ́ститсѧ человѣ́кѡмъ: а҆ ꙗ҆́же на дх҃а хꙋла̀, не ѿпꙋ́ститсѧ человѣ́кѡмъ. И҆ и҆́же а҆́ще рече́тъ сло́во на сн҃а чл҃вѣ́ческаго, ѿпꙋ́ститсѧ є҆мꙋ̀: а҆ и҆́же рече́тъ на дх҃а ст҃а́го, не ѿпꙋ́ститсѧ є҆мꙋ̀, ни въ сі́й вѣ́къ, ни въ бꙋ́дꙋщїй» (Мф. 12:31, 32). Под этим грехом следует понимать совершенно сознательное противление «истине», возникновение чувства вражды и ненависти к Богу.
Смертным грехом так же можно рассматривать любую греховную страсть, поработившую волю человека, отдаляющую человека от Бога, которая лишает благодати и губит душу (если человек не имеет покаяния). Так, святитель Игнатий Брянчанинов говорит о смертных грехах: «Если кто умрёт в смертном грехе, не успев покаяться в нём, его душа идёт во ад. Ей нет никакой надежды на спасение».
Игнатий Брянчанинов указывает, что святые отцы «уподобляют смертный грех тяжёлому камню». В соответствии с этой аналогией, если человек с камнем на шее окажется в воде, то утонет. Точно так же тонет человек «в пропастях ада» под тяжестью греха. В отличие от смертного греха, несмертные грехи затрагивают всех людей, включая святых, но не губят душу. Однако оставлять их без внимания нельзя, поскольку это может привести к совершению серьёзных грехов. Кроме того, по указанной аналогии песчинки мелких грехов могут скопиться в таком большом числе, что по весу не будут уступать тяжёлому камню смертного греха.
Епископ Феофан Затворник указывает, что «грех является смертным, если кто преступает ясную заповедь Божию, с греховным желанием и услаждением, с сознанием самого себя и греховности дела». В нравственном богословии XIX века смертный грех определяется: «Смертным грехом нужно почитать всякий тяжкий грех, который, овладевая душою человека, делается в нём господствующим, подавляет в нём духовную жизнь, ожесточает его сердце нераскаянностью, делая его неспособным к принятию благодати Божией. Такие грехи называются смертными как потому, что свидетельствуют об омертвении в нас любви к Богу и ближним и вообще духовной жизни, так и потому, что, лишая нас Царствия Божия, подвергают вечной погибели и смерти».
В катехизисе «Православное исповедание Кафолической и Апостольской Церкви Восточной» святителя Петра Могилы смертные грехи разделены на три вида.
К первому виду смертных грехов относятся страсти, которые служат источником для множества других грехов, как, например, объявление несправедливой войны, а также греховные страсти или пороки: чревоугодие, блуд, корыстолюбие, гнев, гордыня, зависть, леность.
Ко второму виду смертных грехов относятся грехи, называемые грехами против Духа Святого, под чем понимается различное упорство против Бога. В число таких грехов входят: отчаяние в спасении, излишняя надежда на доброту Бога при упорном нежелании вести добродетельную жизнь, откладывание покаяния, богоборчество, жизнь в злобе, зависть к духовным совершенствам других.
К третьему виду смертных грехов относятся грехи, традиционно называющиеся «вопиющими к небу об отмщении за них», куда входят такие грехи как: умышленное убийство, содомский грех, притеснение нищих, вдов и сирот, лишение платы работников, оскорбление родителей.

### Иудаизм
«Смертным», в иудаизме, называют такой грех, за который следует один из четырёх видов наказания смертью (удушение, побитие камнями, отрубание головы, вливание расплавленного металла в глотку), которые содержатся в Десяти заповедях.